# 高鍋温泉
高鍋温泉（たかなべおんせん）は、宮崎県児湯郡高鍋町にある温泉。

## 概要
高鍋町が生んだ偉人たちや文化をコンセプトに、歴史と伝統を感じられる都市と農村との交流施設としてオープン。岩風呂や檜風呂、サウナなどを備えた源泉掛け流しの温泉である。
高鍋町は秋月家三万石・高鍋藩の城下町として育った町。1719年に五代秋月種弘公が学問・武芸の稽古所を開いたのが始まりで、七代種茂公が家臣千手八太郎の意見上申で1778年に独立した学校「明倫堂」を創設。当温泉の「めいりんの湯」はこの名前から名付けられた。
2013年3月20日に施設がリニューアルオープンし、イベントが開催された。

## 温泉データ
- 泉質：ナトリウム－塩化物温泉
- 泉温：48.4℃
- 温泉施設：大浴場、露天風呂（岩風呂・檜風呂）、茶風呂、水風呂、サウナ（ラドンサウナ・ガス遠赤外線サウナ）など
- 効能：神経痛、筋肉痛、関節痛、五十肩、運動麻痺、関節のこわばり、うちみ、捻挫、慢性消化器官、痔疾、冷え性、病気回復期、疲労回復、健康増進、きりきず、やけど、慢性皮膚病、虚弱児童など

### その他
- レストラン：萬菜亭
- おみやげ処：萬菜館（物産展示直売コーナー、オリジナルソフトクリーム）
- 小研修室：3部屋（18畳）
- 駐車場：108台（障害者用4台）、大型観光バス3台

## アクセス
- JR九州（日豊本線）高鍋駅よりタクシーで約10分。
- 高鍋駅（高鍋駅前）バス停より宮交バス利用で約20分。高鍋温泉めいりんの湯下車。

## 周辺
- 高鍋湿原
- 高鍋町役場
- 舞鶴公園（高鍋城址）
- 宮崎県道24号高鍋高岡線